# Никитин, Александр Александрович (Герой Советского Союза)
Александр Александрович Никитин (30 августа 1912 — 25 марта 1985) — старший лейтенант Рабоче-крестьянской Красной Армии, участник Великой Отечественной войны, Герой Советского Союза (1944).

## Биография
Родился 30 августа 1912 года в городе Касимове (ныне — Рязанская область). После окончания девяти классов школы уехал в Сталинград, работал механиком. В 1935—1937 годах проходил службу в Рабоче-крестьянскую Красную Армию. В июле 1941 года повторно был призван в армию и направлен на фронт Великой Отечественной войны. В том же году окончил курсы младших лейтенантов.
К октябрю 1943 года лейтенант Александр Никитин командовал ротой 230-го танкового полка 2-й гвардейской кавалерийской дивизии 1-го гвардейского кавалерийского корпуса Воронежского фронта. Отличился во время битвы за Днепр. 10-11 октября 1943 года во время боёв на плацдарме на западном берегу Днепра рота под командованием Александра Никитина освободила село Затонск Киевской области Украинской ССР, уничтожив 2 танка, 1 САУ «Фердинанд» и около 100 вражеских солдат и офицеров.
Указом Президиума Верховного Совета СССР «О присвоении звания Героя Советского Союза генералам, офицерскому, сержантскому и рядовому составу Красной Армии» от 10 января 1944 года за «образцовое выполнение боевых заданий командования на фронте борьбы с немецко-фашистскими захватчиками и проявленные при этом отвагу и геройство» был удостоен высокого звания Героя Советского Союза с вручением ордена Ленина и медали «Золотая Звезда» за номером 3287.
После окончания войны был уволен запас в звании старшего лейтенанта. Проживал и работал в Керчи. Умер 25 марта 1985 года.

Могила Никитина на городском кладбище Керчи.

## Награды
Был также награждён орденами Октябрьской Революции и Отечественной войны 1-й степени, рядом медалей.